# The Barbershop
The Barbershop é um filme estadunidense de curta-metragem realizado em 1894, dirigido por William K.L. Dickson e William Heise. O filme foi rodado antes do início de março daquele ano. É um dos vários filmes mudos produzidos pela Edison Manufacturing Company, estúdio de Thomas Edison.
À princípio, Edison utilizou-o como parte da apresentação de estreia do sistema de projeção de imagens em movimento chamado Vitascópio. Edison teve que substituir o negativo utilizado neste filme. Um filme positivo sobreviveu e encontra-se no Museum of Modern Art, em Nova York, mas não se sabe se a cópia sobrevivente é esse filme ou o remake "New Barbershop".  Também há uma cópia no arquivo de filmes da Biblioteca do Congresso.

## Sinopse
Um homem ingressa no interior de uma barbearia e tira seu casaco; senta-se e fuma; é entregue ao trabalho de um atendente, que conta uma piada; ambos riem. Enquanto isso, o homem na cadeira é barbeado e tem seu cabelo cortado.